# Makkabi Wilno

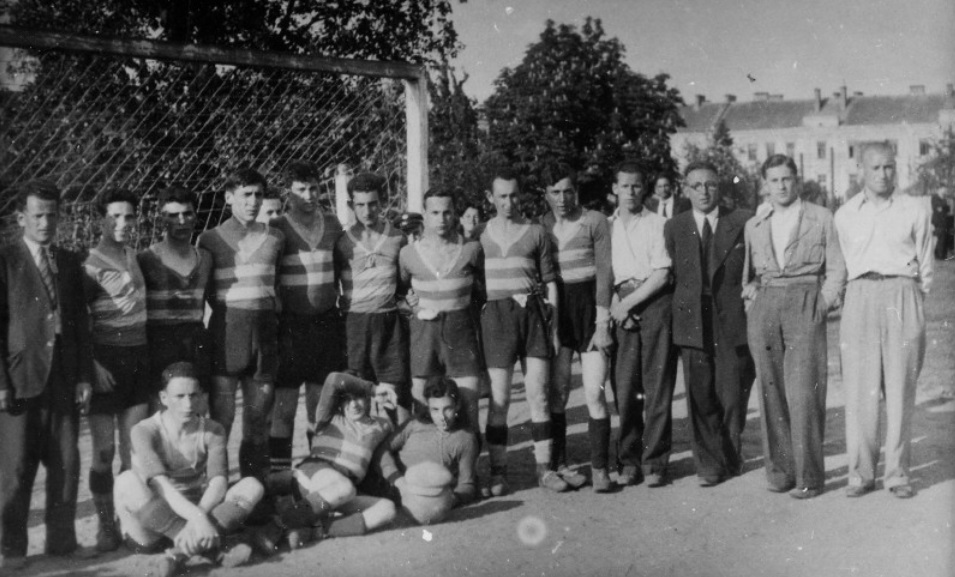
Piłkarze Makkabi Wilno w 1936

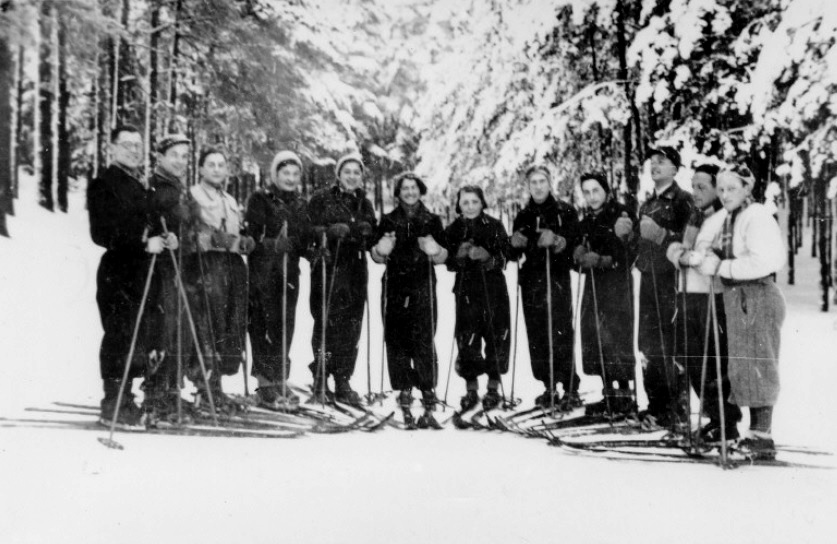
Sekcja narciarska w 1938

Makkabi Wilno (hebr.: מועדון הכדורגל מכבי וילנה, Moadon HaKaduregel Maccabi Wilne) – wielosekcyjny żydowski klub sportowy z siedzibą w Wilnie. Rozwiązany podczas II wojny światowej.

## Sekcja piłki nożnej

### Historia
Piłkarska drużyna Makkabi została założona w Wilnie w 1916. Klub występował w Klasie A wileńskiego OZPN. W 1938 roku piłkarze Makkabi zdobyli tytuł mistrza okręgu i wzięli udział w rywalizacji o I ligę Państwową z pierwszą drużyną grupy wołyńskiej Policyjnym KS Łuck (0-1, 1-5), grupy grodzieńskiej Wojskowym KS Grodno (0-1, 2-4) oraz grupy poleskiej Pogonią Brześć (0-3, 3-3). Klub zajął ostatnie 4 miejsce w grupie północno-wschodniej. Klub istniał jeszcze w sierpniu 1940 biorąc udział w rozgrywkach wileńskich mających na celu wyłonienie drużyn, które dołączą do litewskiej ekstraklasy od sezonu 1940/41, do czego ostatecznie nie doszło po aneksji tego kraju przez ZSRR.

### Sukcesy piłkarzy
- mistrz wileńskiego OZPN: 1938

## Inne sekcje
W Makkabi Wilno istniały też sekcje lekkoatletyczna, gimnastyczna, kolarska, szachowa, narciarska.